# Philodendron simonianum
Philodendron simonianum là một loài thực vật có hoa trong họ Ráy (Araceae). Loài này được Sakur. mô tả khoa học đầu tiên năm 2001.